# Hubert Ferdinand Kufferath
Hubert Ferdinand Kufferath, född 10 juni 1818 i Mülheim an der Ruhr, död 23 juni 1896 i Bryssel, var en tysk musiker. Han var bror till Johann Hermann och Louis Kufferath samt far till Maurice Kufferath.

## Biografi
Hubert Ferdinand Kufferath föddes 10 juni 1818 i Mülheim an der Ruhr. Kufferath var lärjunge till Friedrich Schneider, Felix Mendelssohn och Ferdinand David. Han bosatte sig 1844 i Bryssel och blev 1871 professor i komposition vid musikkonservatoriet där. Han skrev en symfoni, kammarmusikverk, pianosaker, körer, romanser och en koralskola. Han avled 23 juni 1896 i Bryssel.
Han var bror till Johann Hermann och Louis Kufferath samt far till Maurice Kufferath.